# چرخ‌ریسک‌پیکر قهوه‌ای
چرخ‌ریسک‌پیکر قهوه‌ای یا سسک قهوه‌ای (نام علمی: Sylvia lugens) نام یک گونه از سرده سسک معمولی است.